# ابن مبشر
محمد بن مبشر بن نصر بن أبي يعلي البغدادي، كان فاضلًا متميّزًا، عارفًا بعدّة علوم منها الهندسة، وتولى الوكالة للأمير عدة الدين محمد بن الخليفة الناصرالعباسي ذكره القفطي وقال: توفي ببغداد. سنة 618 ه ودفن بمشهد موسى بن جعفر. والظاهر أن اشتغاله بهذه الخدمة صرفه عن الاشتغال بعلومه.